# Диспепсія
Диспепсі́я (від грец. δυς- важко, складно та πέψη — травлення) — збірний термін, що включає групу функціональних розладів травлення, які слід розглядати в клінічній практиці як синдроми, при яких порушуються процеси ферментативної обробки білкової або вуглеводної їжі.
У першому випадку створюються умови для посилення процесів гниття під впливом гнилісної флори, переважно у товстій кишці, у другому — значно збільшуються бродильні процеси під дією флори, що посилено розмножується, як у товстій, так і в тонкій кишках. При тривалій або частій диспепсії розвивається ентерит або ентероколіт.
Диспепсія гнилісна проявляється здуттям, тяжкістю та тупим болем у животі, проносами з гнилісним запахом випорожнень, слабкістю, швидкою втомлюваністю та зниженням апетиту внаслідок загальної інтоксикації продуктами гниття, що утворюються та всмоктуються у кишці (індол, скатол, диметилмеркаптан, сірководень та ін.). При дослідженні калу виявляється креаторея.
Диспепсія бродильна характеризується метеоризмом, бурчанням у кишці, виділенням великої кількості газів, частим, слабозабарвленим пінистим калом з кислим запахом. У калі визначається велика кількість крохмальних зерен, кристалів органічних кислот, клітковини, йодофільних мікроорганізмів.

## Лікування
При шлунковій та панкреатогенній диспепсії — замісна терапія ферментними препаратами (ацедин-пепсин, абомін, панкреатин, панзинорм, фестал, дигестал, панкурмен, трифермент та ін.). Лікування основного захворювання (хронічний гастрит, хронічний панкреатит).
Відповідна дієта. При аліментарних диспепсіях — голод упродовж 1-1,5 діб. При гнилісній диспепсії у добовому раціоні слід збільшувати кількість вуглеводів, при бродильній — білків (одночасно зменшують кількість низкомолекулярних вуглеводів). При жировій диспепсії обмежують жири.